# Валерий Трирский
Валерий (умер в 320) — епископ Трирский, святой (день памяти — 29 января).

## Предание
Согласно преданию, святой Валерий стал епископом Трира вслед за святым Евхарием, первым главой местной епископской кафедры. Евхария был отправлен в Галлию святым апостолом Петром в качестве епископа вместе с двумя товарищами, святым диаконом Валерием и святым иподиаконом Матерном на проповедь Благой Вести.
Они прибыли на Рейн, в Эллелум, что в Эльзасе, где святой Матерн скончался. Его два товарища поспешили назад к апостолу Петру и стали просить вернуть святого Матерна к жизни. Пётр дал святому Евхарию свой посох, от прикосновения которого Матерн воскрес после сорокадневного пребывания в могиле. Иноверцы после такого события стали массово принимать крещение. Основав многие храмы, три товарища отправились в Трир, где воцерковление пошло столь быстро, что святой Евхарий выбрал этот город в качестве своей епископской кафедры. Ангел Господень объявил Евхарию о предстоящей кончине, после чего тот назначил Валерия своим преемником. Святой Евхарий отошёл ко Господу 8 декабря, отслужив епископом 25 лет, и был погребён в храме Святого Иоанна за городом.
Святой Валерий был епископом пятнадцать лет. После него трирскую кафедру возглавил Матерн, основавший тем временем епархии в Кёльне и в Тонгерене. Он оставался епископом в течение 40 лет. Посох святого Петра, с помощью которого Матерн был воскрешен, сохранялся в Кёльне до конца X века, когда верхняя его часть была передана в Трир, и впоследствии перенесена в Прагу императором Карлом IV.